# 詹姆斯·艾弗里
詹姆斯·艾弗里（英語：James LaRue Avery，1945年11月27日—2013年12月31日）是一名美国演员和詩人，他出生于維珍尼亞州，生长于新泽西州的大西洋城，他最著名的表演是《贝莱尔的新鲜王子》中扮演律師菲利普·班克斯。
2013年12月31日，他在加州洛杉矶死于手术后的并发症，享年68岁。